# Hamilton Pereira
Hamilton Miguel Pereira Ferrón (ur. 26 czerwca 1987 w Tacuarembó) – urugwajski piłkarz występujący na pozycji środkowego pomocnika.

## Kariera klubowa
Pereira pochodzi z miasta Tacuarembó i jest wychowankiem tamtejszego klubu Tacuarembó FC, do którego seniorskiej drużyny został włączony jako dwudziestolatek. W urugwajskiej Primera División zadebiutował wiosną 2008 i już po upływie kilku miesięcy wywalczył sobie pewne miejsce w wyjściowym składzie, premierowego gola w najwyższej klasie rozgrywkowej zdobywając 19 października 2008 w zremisowanym 1:1 spotkaniu z River Plate Montevideo. W połowie 2009 roku jego udane występy zaowocowały wypożyczeniem do krajowego giganta – Club Atlético Peñarol z siedzibą w stołecznym Montevideo. Z ekipą prowadzoną przez szkoleniowca Diego Aguirre wywalczył tytuł mistrza Urugwaju w sezonie 2009/2010, jednak sam odgrywał w zespole wyłącznie rolę głębokiego rezerwowego i w ciągu roku spędzonego w Peñarolu zaledwie pięciokrotnie pojawiał się na boisku. Po powrocie do swojego macierzystego klubu, na koniec sezonu 2010/2011, spadł z Tacuarembó do drugiej ligi urugwajskiej, lecz bezpośrednio po tym podpisał umowę z River Plate Montevideo. Tam występował przeważnie jako podstawowy zawodnik przez trzy lata, nie odnosząc jednak większych osiągnięć.
Latem 2014 Pereira wyjechał do Meksyku, na zasadzie wolnego transferu zostając graczem tamtejszego zespołu Monarcas Morelia, z którym już kilka tygodni później zdobył superpuchar kraju – Supercopa MX, strzelając jedną z decydujących o zwycięstwie bramek. W Liga MX zadebiutował 20 lipca 2014 w zremisowanej 0:0 konfrontacji z Tolucą.
| Sezon     | Klub                   | Kraj    | Rozgrywki        | Mecze | Bramki |
| --------- | ---------------------- | ------- | ---------------- | ----- | ------ |
| 2007/2008 | Tacuarembó FC          | Urugwaj | Primera División | 2     | 0      |
| 2008/2009 | Tacuarembó FC          | Urugwaj | Primera División | 26    | 2      |
| 2009/2010 | Club Atlético Peñarol  | Urugwaj | Primera División | 5     | 0      |
| 2010/2011 | Tacuarembó FC          | Urugwaj | Primera División | 13    | 0      |
| 2011/2012 | River Plate Montevideo | Urugwaj | Primera División | 17    | 0      |
| 2012/2013 | River Plate Montevideo | Urugwaj | Primera División | 17    | 0      |
| 2013/2014 | River Plate Montevideo | Urugwaj | Primera División | 26    | 4      |
| 2014/2015 | Monarcas Morelia       | Meksyk  | Liga MX          |       |        |